# Meester van Le Remède de Fortune

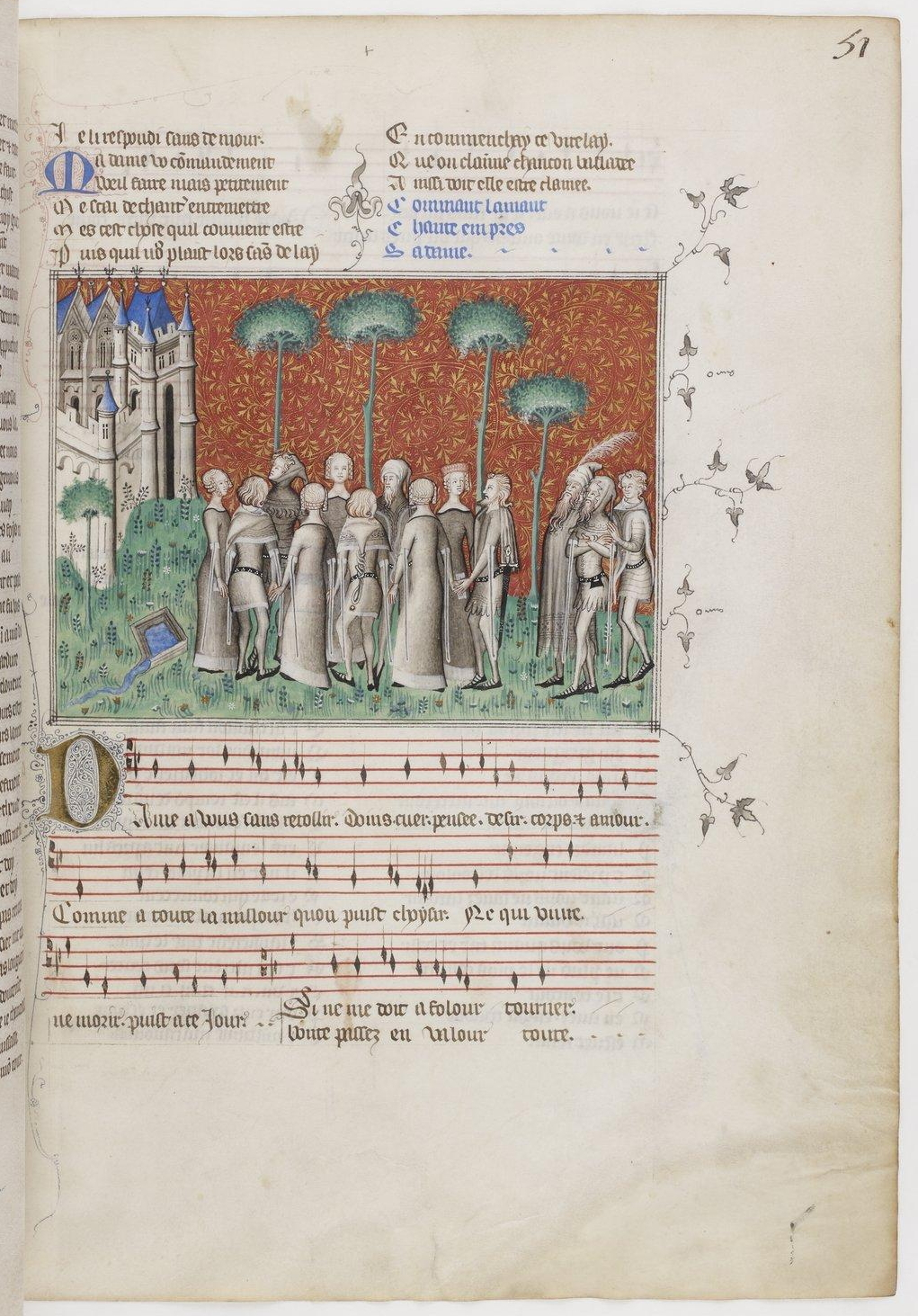
Le remède de Fortune, Parijs, Bibliothèque nationale de France, Ms. fr. 1586, f51r.

De Meester van Le Remède de Fortune is de noodnaam voor een anonieme miniaturist die actief was in de boekverluchting in Parijs in het derde kwart van de 14e eeuw. Hij kreeg zijn naam naar een werk van Guillaume de Machaut, Le Remède de Fortune , dat voorkwam in een handschrift dat hij tussen 1345 en 1350 verluchtte. Het werk wordt nu bewaard in de BnF als ms. français 1586. Het boek werd waarschijnlijk verlucht door drie miniaturisten, waarbij deze meester de folia 23 tot 58 voor zijn rekening nam, de rest van het werk zou geïllustreerd zijn door twee van zijn medewerkers. Een van die medewerkers zou de meester van Le Livre du sacre de Charles V kunnen zijn.

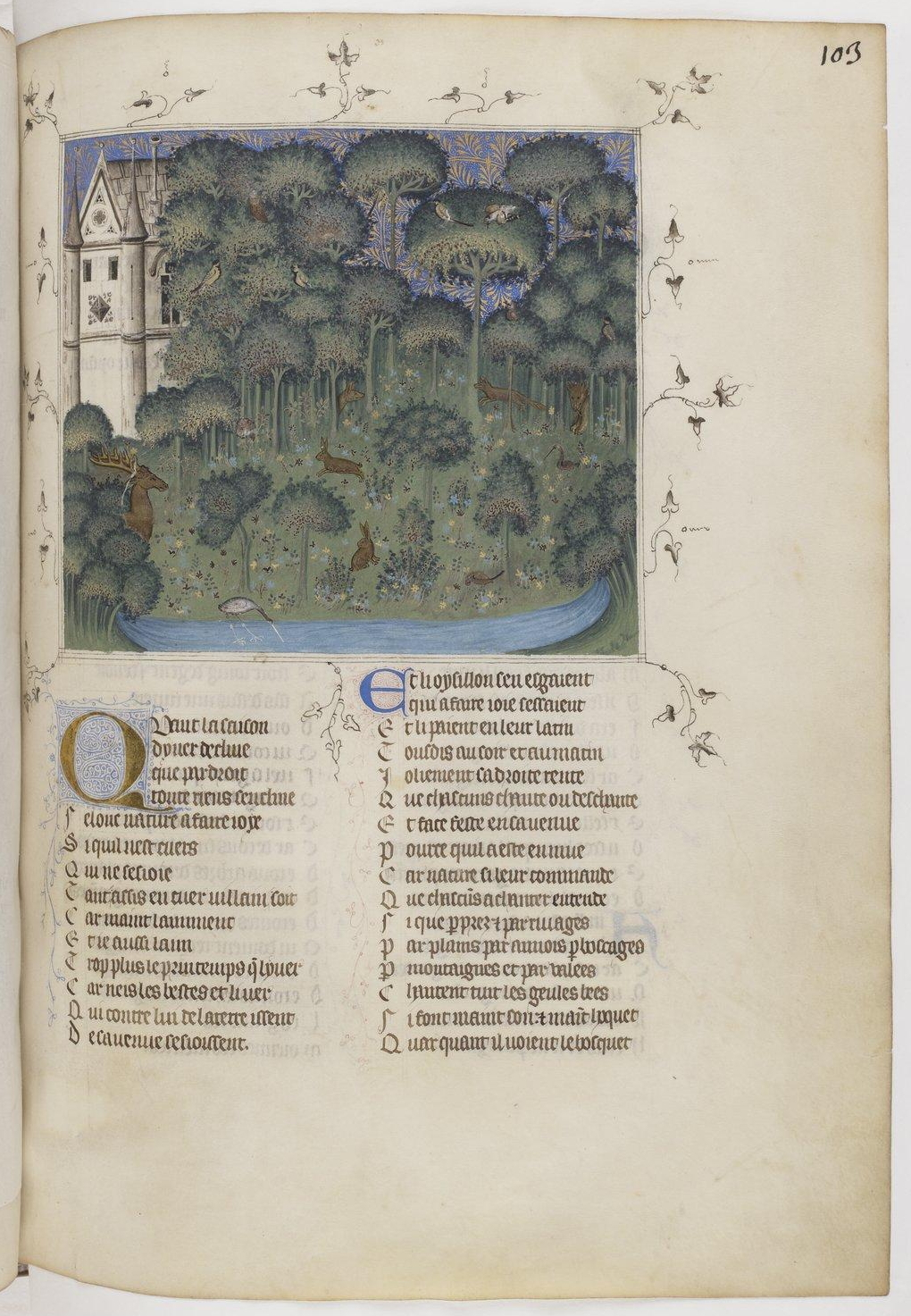
Le Verger mystérieux, Parijs, Bibliothèque nationale de France, Ms. fr. 1586, f103r.

Wellicht gaat het om een miniaturist die, gezien zijn stijl, afkomstig was uit Vlaanderen
Hij brak met de hoofse stijl en ging veel meer realistisch schilderen, De Remède meester leidde de Franse miniatuurkunst in een totaal nieuwe richting. De hierbij afgebeelde Verger mystérieux illustratie bij de "Dit" du lion (volgens F. Avril een miniatuur van een medewerker), kan beschouwd worden als de eerste landschapsschildering in de boekverluchting. Deze kunstenaar was een van de eersten die pogingen deed ruimte te suggereren. Hij was baanbrekend op de wijze waarin hij diepte trachtte weer te geven in zijn werk. Typisch voor deze meester is ook het afbeelden van zijn personages in eigentijdse kledij.
Het werk dat de "dit" bevat waarnaar de meester zijn naam kreeg, zou gemaakt zijn voor Jan, hertog van Normandië, de latere Jan II De Goede als geschenk voor zijn vrouw Bonne van Luxemburg. De eerste "dit", de Jugement du roy de Behaingn zou bedoeld geweest zijn als eerbetoon aan haar vader, Jan van Luxemburg, koning van Bohemen. Bonne stierf aan de pest in 1349, waarbij het werk aan deze verzamelde werken van Machaut werd stilgelegd. Het zou later hernomen zijn in opdracht van Jan II De Goede die ondertussen tot koning was gekroond. Het feit dat de verluchting van de tweede "dit", Le Remède de Fortune, werd toevertrouwd aan de belangrijkste van de drie miniaturisten zou kunnen verband houden met het feit dat die speciaal voor Bonne was geschreven, en de afwerking van het handschrift werd gezien als een eerbetoon van de koning aan zijn overleden vrouw.